# Snow Patrol
Snow Patrol er et indie rock band fra Nordirland.
Bandet består af Gary Lightbody (forsanger), Paul Wilson (bas), Nathan Connolly (guitar),
Tom Simpson (samples og keyboard), samt Jonny Quinn (trommer).

## Diskografi
- Songs for Polarbears 1998
- When it's All Over we Still Have to Clear up 2001
- Final Straw 2003
- Eyes Open 2006
- A Hundred Million Suns 2008
- Fallen Empires 2011
- Wildness 2018
- The Forest Is the Path 2024